# Anoplotettix sahtyiancii
Anoplotettix sahtyiancii är en insektsart som beskrevs av Dlabola 1970. Anoplotettix sahtyiancii ingår i släktet Anoplotettix och familjen dvärgstritar. Inga underarter finns listade i Catalogue of Life.